# Douala International Airport
Douala International Airport (IATA: DLA, ICAO: FKKD) er en lufthavn, der ligger 10 km uden for Douala i Cameroun. Det er landet største lufthavn og landets største forretningslufthavn.

## Flyselskab og destinationer
- Afriqiyah Airways (Cotonou, Tripoli)
- Air France (Paris-Charles de Gaulle, Yaoundé)
- Air Ivoire (Abidjan, Cotonou)
- Air Leasing Cameroon
- Air Service Gabon (Libreville, N'Djamena)
- Avient Aviation (Libreville)
- Bellview Airlines (Johannesburg, Lagos, Libreville, Port Harcourt)
- Benin Golf Air (Cotonou, Malabo)
- Brussels Airlines (Brussels)
- CEIBA Intercontinental (Bata, Libreville, Malabo)
- Compagnie Aerienne du Mali (Bamako, Conakry, Dakar, Libreville, Lome, Ouagadougou)
- Elysian Airlines
- Ethiopian Airlines (Addis Ababa, Libreville)
- Hewa Bora Airways (Kinshasa, Lagos, Lome)
- Ivoire Airways (Libreville, Port Gentil)
- Kenya Airways (Abidjan, Nairobi)
- National Airways Cameroon (Garoua, Maroua, Yaounde)
- Royal Air Maroc (Casablanca, Brazzaville)
- SCD Aviation (Libreville, Port Gentil)
- Swiss International Air Lines (Yaoundé, Zürich)
- TAAG Angola Airlines (Bangui, Brazzaville, Luanda, Pointe-Noire)
- Toumaï Air Tchad (Bangui, Brazzaville, N'Djamena, Libreville, Lome)
- Trans Air Congo (Brazzaville, Pointe-Noire)

| Luftfart | Spire Denne artikel om flyvning er en spire som bør udbygges. Du er velkommen til at hjælpe Wikipedia ved at udvide den. |

4°00′21″N 9°43′10″Ø / 4.0058°N 9.7194°Ø